# Luneray
Luneray és un municipi francès situat al departament del Sena Marítim i a la regió de Normandia. L'any 2007 tenia 2.091 habitants.

## Demografia

### Població
El 2007 la població de fet de Luneray era de 2.091 persones. Hi havia 899 famílies de les quals 281 eren unipersonals (82 homes vivint sols i 199 dones vivint soles), 317 parelles sense fills, 250 parelles amb fills i 51 famílies monoparentals amb fills.
La població ha evolucionat segons el següent gràfic:
Habitants censats

### Habitatges
El 2007 hi havia 1.004 habitatges, 911 eren l'habitatge principal de la família, 50 eren segones residències i 43 estaven desocupats. 795 eren cases i 206 eren apartaments. Dels 911 habitatges principals, 514 estaven ocupats pels seus propietaris, 382 estaven llogats i ocupats pels llogaters i 15 estaven cedits a títol gratuït; 55 tenien una cambra, 75 en tenien dues, 199 en tenien tres, 259 en tenien quatre i 323 en tenien cinc o més. 661 habitatges disposaven pel capbaix d'una plaça de pàrquing. A 451 habitatges hi havia un automòbil i a 283 n'hi havia dos o més.

### Piràmide de població
La piràmide de població per edats i sexe el 2009 era:
| Homes | Edats   | Dones |
| ----- | ------- | ----- |
| 4     | 95 o +  | 8     |
| 0     | 90 a 94 | 20    |
| 4     | 85 a 89 | 32    |
| 32    | 80 a 84 | 48    |
| 56    | 75 a 79 | 56    |
| 48    | 70 a 74 | 84    |
| 36    | 65 a 69 | 64    |
| 64    | 60 a 64 | 64    |
| 56    | 55 a 59 | 48    |
| 56    | 50 a 54 | 64    |
| 60    | 45 a 49 | 60    |
| 120   | 40 a 44 | 88    |
| 56    | 35 a 39 | 92    |
| 68    | 30 a 34 | 56    |
| 48    | 25 a 29 | 44    |
| 80    | 20 a 24 | 44    |
| 76    | 15 a 19 | 56    |
| 64    | 10 a 14 | 64    |
| 48    | 5 a 9   | 88    |
| 72    | 0 a 4   | 72    |

## Economia
El 2007 la població en edat de treballar era de 1.210 persones, 843 eren actives i 367 eren inactives. De les 843 persones actives 747 estaven ocupades (391 homes i 356 dones) i 96 estaven aturades (55 homes i 41 dones). De les 367 persones inactives 159 estaven jubilades, 99 estaven estudiant i 109 estaven classificades com a «altres inactius».

### Ingressos
El 2009 a Luneray hi havia 941 unitats fiscals que integraven 2.115,5 persones, la mediana anual d'ingressos fiscals per persona era de 17.189 €.

### Activitats econòmiques
Dels 141 establiments que hi havia el 2007, 2 eren d'empreses extractives, 4 d'empreses alimentàries, 2 d'empreses de fabricació d'elements pel transport, 8 d'empreses de fabricació d'altres productes industrials, 11 d'empreses de construcció, 50 d'empreses de comerç i reparació d'automòbils, 4 d'empreses de transport, 5 d'empreses d'hostatgeria i restauració, 11 d'empreses financeres, 4 d'empreses immobiliàries, 13 d'empreses de serveis, 17 d'entitats de l'administració pública i 10 d'empreses classificades com a «altres activitats de serveis».
Dels 35 establiments de servei als particulars que hi havia el 2009, 1 era una oficina d'administració d'Hisenda pública, 1 oficina de correu, 5 oficines bancàries, 1 funerària, 2 tallers de reparació d'automòbils i de material agrícola, 1 taller d'inspecció tècnica de vehicles, 1 autoescola, 3 fusteries, 4 lampisteries, 3 electricistes, 1 empresa de construcció, 4 perruqueries, 1 veterinari, 3 restaurants, 1 agència immobiliària, 1 tintoreria i 2 salons de bellesa.
Dels 22 establiments comercials que hi havia el 2009, 1 era un hipermercat, 1 una gran superfície de material de bricolatge, 1 una botiga de més de 120 m², 1 una botiga de menys de 120 m², 3 carnisseries, 1 una botiga de congelats, 1 una peixateria, 5 botigues de roba, 1 una botiga de roba, 2 sabateries, 1 una botiga d'electrodomèstics, 1 una botiga de material de revestiment de parets i terra, 1 una perfumeria i 2 floristeries.
L'any 2000 a Luneray hi havia 10 explotacions agrícoles que ocupaven un total de 833 hectàrees.

## Equipaments sanitaris i escolars
El 2009 hi havia 1 farmàcia i 2 ambulàncies.
El 2009 hi havia 1 escola maternal i 1 escola elemental. Luneray disposava d'un col·legi d'educació secundària amb 402 alumnes.

## Poblacions més properes
El següent diagrama mostra les poblacions més properes.